# Wakefield (Kansas)
Wakefield és una població dels Estats Units a l'estat de Kansas. Segons el cens del 2000 tenia 838 habitants.

## Demografia
Segons el cens del 2000, Wakefield tenia 838 habitants, 323 habitatges, i 231 famílies. La densitat de població era de 688,4 habitants/km².
Dels 323 habitatges en un 39,9% hi vivien nens de menys de 18 anys, en un 64,4% hi vivien parelles casades, en un 5,3% dones solteres, i en un 28,2% no eren unitats familiars. En el 24,1% dels habitatges hi vivien persones soles el 13,6% de les quals corresponia a persones de 65 anys o més que vivien soles. El nombre mitjà de persones vivint en cada habitatge era de 2,59 i el nombre mitjà de persones que vivien en cada família era de 3,11.
Per edats la població es repartia de la següent manera: un 29,7% tenia menys de 18 anys, un 6,2% entre 18 i 24, un 31,5% entre 25 i 44, un 21,1% de 45 a 60 i un 11,5% 65 anys o més.
L'edat mediana era de 35 anys. Per cada 100 dones de 18 o més anys hi havia 93,1 homes.
La renda mediana per habitatge era de 41.719 $ i la renda mediana per família de 50.526 $. Els homes tenien una renda mediana de 31.875 $ mentre que les dones 19.833 $. La renda per capita de la població era de 16.939 $. Entorn del 4,2% de les famílies i el 9,4% de la població estaven per davall del llindar de pobresa.

## Poblacions més properes
El següent diagrama mostra les poblacions més properes.